# Achim (Börßum)
Achim (Ausspracheⓘ) ist ein Ortsteil der Gemeinde Börßum im Landkreis Wolfenbüttel, Niedersachsen.

## Geografie
Der Ort liegt südöstlich des Oderwalds rund zwölf Kilometer südsüdöstlich von Wolfenbüttel, rund zwei Kilometer nördlich der Bundesstraße 82, die von Goslar über Hornburg nach Schöningen führt. Er hat hierdurch auch Zugang zur Bundesautobahn 36.
Durch Achim fließt der von Nordosten kommende Hellebach, der südlich des Ortes in den Schiffgraben-West mündet.

## Geschichte
Mitte des 18. Jahrhunderts wurde im Fürstentum Braunschweig-Wolfenbüttel das Amt Achim eingerichtet.
Laut Beschluss des Niedersächsischen Landtags vom 13. April 2011 wurde die Gemeinde Achim zum 1. November 2011 in die Nachbargemeinde Börßum eingegliedert.
Am 1. März 1974 wurden die Gemeinden Kalme und Seinstedt eingegliedert.

## Wappen
| Wappen von Achim | Blasonierung: „In Gold über blauem Wellenschildfuß, ein rotes Tatzenkreuz unter einem blauen Sparren.“ |
| Wappen von Achim | Wappenbegründung: Der Sparren über dem Wellenschildfuß übersetzt als stilisiertes Dach über Wasser redend die volkstümliche Deutung des Ortsnamens als „Achaheim“ gleich „Heim am Wasser“, wie sie auch den tatsächlichen topographischen Verhältnissen entspricht. Das alte Wort „Aa“ ist eine verbreitete Bezeichnung für fließendes Wasser, die sich noch heute in vielen Fluss- und Bachnamen mit „Aa“ oder der Endung „ach“ findet. Zugleich symbolisiert der Sparren das gemeinsame kommunale Dach über den durch die Gebietsreform zusammengeschlossenen Orten Achim, Kalme und Seinstedt. Die Grundfarben Blau - Gold erinnern an die jahrhundertelange Zugehörigkeit aller drei Orte zum Land Braunschweig. Das Tatzenkreuz, das Abzeichen der Tempelritter, hält das Andenken an einen zweiten hiesigen Ort namens Achim fest, der als Klein Achim bzw. Tempel-Achim bis ins 14. Jahrhundert urkundlich genannt wird. Im 13. Jahrhundert erwarb der Templerorden hier Grundbesitz und betrieb einen Wirtschaftshof. Nach der Verfolgung und Vernichtung des Templerordens 1308/11 fiel die Siedlung wüst. Das Wappen wurde vom Heraldiker Arnold Rabbow gestaltet und am 20. November 1997 von der Bürgerversammlung einmütig angenommen. |

## Denkmalgeschützte Gebäude
In der Hauptstraße befindet sich das im 18. Jahrhundert errichtete Herrenhaus Achim.